# Aurelio Bonelli
Aurelio Bonelli (c.1569 – c.1620) fue un compositor, organista y pintor italiano. Nacido en Boloña, prácticamente nada se conoce acerca de él salvo que fue estudiante del pintor Agostino Carraccis. Después que Adriano Banchieri se mudó a Imola en 1601, Bonelli tomó su puesto como organista en San Michele in Bosco.
Hacia 1600, se sabe que Bonelli había estado trabajando como organista en Milán. También, en 1620 fue organista de San Giovanni in Monte, Boloña.
Bonelli publicó por lo menos un volumen de villanelles a tres partes (Venice, 1596), un libro de misas y motetes, y su Il Primo Libro de Ricercari et canzoni a quattro voci con due toccate e doi dialoghi a otto. Este último fue publicado en Venecia por Angelo Gardano en 1602; es una colección de ricercars, canzonas, toccatas y madrigales a ocho partes.(dialoghi).